# Тинриленд
Тинриленд (англ. Tinryland; ирл. Tigh an Raoireann, «дом Раойре») — деревня в Ирландии, находится в графстве Карлоу (провинция Ленстер).

## Демография
Население — 243 человека (по переписи 2006 года). В 2002 году население составляло 371 человек.
Данные переписи 2006 года:
| Общие демографические показатели |               |                               |                               |      |      |
| Всё население                    | Всё население | Изменения населения 2002—2006 | Изменения населения 2002—2006 | 2006 | 2006 |
| 2002                             | 2006          | чел.                          | %                             | муж. | жен. |
| 371                              | 243           | −128                          | −34,5                         | 116  | 127  |